# トヨトミの野望
『トヨトミの野望』（トヨトミのやぼう）は、梶山三郎による日本の企業小説。長編小説。トヨトミシリーズ第1作。
2016年10月18日に講談社から書き下ろしで単行本が刊行された。2019年10月4日に小学館から小学館文庫版が刊行された。
叩き上げの剛腕社長と創業一族の御曹司の二人の登場人物を通し、1995年から2016年にかけての巨大自動車企業の世界への躍進と挫折、創業一族による世襲の内幕が描かれる。
2019年11月27日に続編となる『トヨトミの逆襲』（トヨトミのぎゃくしゅう）が小学館より刊行された。

## 制作背景
作者の梶山三郎は覆面作家で、本業は経済関係の取材をする記者であり、複数の自動車メーカーの内情を取材したうえでそれらを混ぜ合わせて本作を執筆している。梶山は作中に登場する実在の自動車メーカーを連想させる「トヨトミ自動車」はあくまでも「空想上の企業」で、特定の一社をモデルにしていないと雑誌の取材で述べており、同様に、登場人物に関するエピソードも実在の人物や出来事を参照したケースもあるが、これらもすべて架空のものと述べている。
梶山は作品発表当時の日本の自動車メーカーを取り巻く「自動運転化の波」「アメリカで進む環境規制」「国内市場の先細り」「日の丸技術の衰退」などの厳しい状況を伝えるのに、ノンフィクションでは実名で登場する人物に配慮してどうしても書けないことが出るため、それを避けるのに小説という手段を用いている。
また、再度特定の人物や企業をモデルにしていないと前置きしたうえで、本作のもう一つのテーマを『創業一族の功罪』とし、多くのファミリー企業で見られる創業一族と叩き上げの対立を描き、社員を家族として捉え非情に徹しきれない「家族的な経営」がこれからも世界で通用するのか、という問題を提起している。そして創業一族を作品で取り上げることで、広告が欲しいがために検証もせずに自動車メーカーを褒めたたえ、特に経営者を神格化する既存のメディアの昨今の風潮に一石を投じ、世界から見て日本の自動車産業がいかに遅れをとっているかを厳しく指摘している。

## 作品の評価
実業家の夏野剛は、本作の文庫本解説で次のようなコメントを寄せている。

## あらすじ
愛知の自動車メーカー・トヨトミ自動車の社員・武田剛平は、自販時代に不正を許さない性格と率直な発言が原因で販売店や上層部から煙たがられ、フィリピンに左遷される。だが、現地で創業一族の豊臣新太郎と出会い、彼からの信頼を得て日本に復帰する。創業家の危機を背景に、武田はトヨトミ自動車の社長に就任し、自動車業界の変革を先導する。そしてアメリカや中国という巨大市場への挑戦に果敢に取り組み、画期的なハイブリッドカー・プロメテウスの量産を決断、トヨトミを世界一の巨大自動車企業へと成長させる土台を築き上げる。一方、創業家の御曹司である豊臣統一は、創業一族の総領としてトップを目指す野望を抱き、武田越えを密かに誓う。そんな中、武田は企業のさらなる成長を目指し創業一族を経営から排除するトヨトミの持株会社化を目論む。

## 登場人物

### 主要人物
武田 剛平（たけだ ごうへい）
トヨトミ自動車五代目社長。初登場時63歳。東商大商学部卒。自販出身。柔道七段。筑豊の炭鉱事業主の息子。
身長180センチあまり、体重90キロ近く。灰色のオールバックに浅黒い肌。
潤沢な資金をロビー活動につぎ込み自動車大国アメリカの巨大市場を獲得し、中国市場にも打って出る。
世界に先駆けハイブリッドカーの量産化を成し遂げると、豊臣家の影響力を排除すべくトヨトミの持株会社化を密かに画策する。
豊臣 統一（とよとみ とういち）
豊臣勝一郎の孫、新太郎会長の長男で豊臣家の総領息子。のちのトヨトミ自動車八代目社長。城南義塾大卒。
初登場時、開発企画部次長で39歳。七三分けの短髪に張りのある褐色の肌。筋肉質で中肉中背。
ボストン留学でMBAを取得し証券会社で海外に駐在後、トヨトミ自動車に中途入社。豊臣家の七光りとの陰口に鬱屈とした思いを抱く。
豊臣家直系の人間こそ真のトップにふさわしいとの野望を抱き、創業一族の宿命として武田越えを密かに誓う。

### 豊臣家
トヨトミ自動車の創業一族。
豊臣 新太郎（とよとみ しんたろう）
会長（トヨトミ自動車三代目社長）。統一の父。初登場時71歳。国立尾張大学工学部大学院卒の元エンジニア。
白髪のずんぐりした老人。寡黙で無愛想。20年近く前のトヨトミ自工副社長時代、フィリピンで邂逅した武田を評価し日本に引き上げる。
のちに武田の販売戦略に賛同して低燃費エンジン開発の保留を決め退路を断ち、期間を1年前倒しでハイブリッドカーの量産化一本に絞る。
豊臣 芳夫（とよとみ よしお）
トヨトミ自動車四代目社長。新太郎会長の実弟。兄から社長職を引き継ぐが、持病の高血圧症を悪化させわずか2年で退任する。
頭脳明晰の切れ者だが、生真面目なうえ神経質で細かいと評されていた。
豊臣 史郎（とよとみ しろう）
トヨトミ自動車中興の祖。豊臣の分家出身。トヨトミ自動車二代目社長→名誉会長。初登場時85歳。 帝都大工学部卒の元エリート技術者。
社長就任後、トヨトミシステムでコストカットを推進、海外市場を睨んだフルライン体制を構築しトヨトミを世界トップクラスに育て上げる。
豊臣 勝一郎（とよとみ かついちろう）
トヨトミ自動車初代社長。「必要なものを必要な時必要なだけ」でムダを排除する生産方式・トヨトミシステムを構築する。
豊臣 太助（とよとみ たすけ）
豊臣製鋼所の創業者。トヨトミグループ創始者。尾張の貧しい鍛冶屋から才覚と血の滲む努力で豊臣製鋼所を拡大する。
昭和初期、欧米視察でモータリゼーションの隆盛を知り、先見の明でトヨトミ自動車の前身となる自動車部門を起ち上げる。
豊臣 麗子（とよとみ れいこ）
新太郎夫人。統一の母。豊臣家の女帝。皇室にも繋がる財閥の出身。筋金入りのセレブ志向。
豊臣 清美（とよとみ きよみ）
統一夫人。財閥系大銀行の頭取令嬢。

### トヨトミ自動車

#### 武田の関係者
御子柴 宏（みこしば ひろし）
副社長→六代目社長。初登場時58歳。帝都大学法学部卒、剣道部主将。自工出身。
黒縁の丸眼鏡をかけた丸顔。小太り。揺るぎない豊臣家への忠誠心と、社長就任への野心を併せ持つ。
かつてトヨトミシステムの思想と技術を発展させた猪熊次郎の秘書兼、用心棒として働いていた。
武田 敏子（たけだ としこ）
剛平の妻。剛平がトヨトミ自動車販売に在職時、経理部の5歳年下の後輩社員。
九鬼 辰彦（くき たつひこ）
武田の秘書。辰三の長男。初登場時37歳。長身にがっちりした体躯。
これまでの辰三の貢献に応えるため武田がトヨトミに入社させ、秘書に抜擢している。
堤 雅也（つつみ まさや）
東京本社総務部付特別渉外担当（のちの米国法人社長）。初登場時45歳。武田の腹心。ハーバード大卒。MBA取得。エピキュリアンで無類の遊び好き。
父親がトヨトミの海外担当副社長を務めた二世社員。ニューヨークのコンサルでの勤務後、27歳でトヨトミに入社。
ワシントンに正式に登録されたロビイストとして、ケンタッキー工場の設立やテキサスでのピックアップトラック生産に貢献する。
中西 徳蔵（なかにし とくぞう）
経営企画部長。持株会社設立を目論む武田肝入りの極秘研究会のリーダー。弁護士資格を持つ切れ者。

#### 統一の関係者
岡村 泰弘（おかむら やすひろ）
開発企画部課長。統一の懐刀。初登場時44歳。長身痩躯。
のちに商品企画担当常務から筆頭副社長に昇進する。
速水 徹（はやみ とおる）
統一が弟子入りするテストドライバー。48歳。細身の中背。短髪にそげたほお、浅黒い肌に鋭い目。
臨時工から出発し、最高の技量をもつトップガンまで登り詰めた「テストドライブの鬼」の異名を持つ凄腕。

#### 執行役員
吉田 拓也（よしだ たくや）
研究開発担当取締役。52歳。最年少役員。父親も専務取締役を務めた二世役員。
三河の名家出身で白皙の貴公子然とした男性。ハイブリッドカー「プロメテウス」の量産化を進める。
斎藤 貢（さいとう みつぐ）
部品調達担当の副社長。父親は元・国内販売担当専務取締役の二世役員。禿頭の小男。
武田から、飲み食いの請求書を納入業者に回しても恥じない、セコくて小狡い役員と見なされている。
丹波 進（たんば すすむ）
トヨトミ自動車七代目社長。経営企画や秘書室、海外戦略部、広報宣伝という社内官僚の王道を歩んできた能吏。
明智 隆二（あけち りゅうじ）
丹波社長の懐刀。帝都大学法学部卒業後、ケンブリッジ大学大学院で法学修士の学位をえてトヨトミに入社したスーパーエリート。
カミソリの異名を持ち企業法務を一手に握り、外資が仕掛ける買収や理不尽な訴訟を退けてきた、トヨトミの防波堤。
筆頭副社長に就任以来、丹波をコントロールする形で着々と実績を積み、自他ともに認める次期社長有力候補となる。

#### その他
猪熊 次郎（いのくま じろう）
豊臣勝一郎からの薫陶を受け、トヨトミシステムの思想と技術を発展させた現場責任者（生産管理担当専務取締役）。
強烈な闘争心と有無を言わさぬ指導で「トヨトミの鬼軍曹」と恐れられた人物。「コストカットで利益を生み出せ」が口癖だった。
タカコ・レイモンド
堤の秘書。38歳。千葉県出身の生粋の日本人で米国人ビジネスマンとの結婚を機に帰化するが、その夫を9・11テロで亡くしている。
もとはミュージカル女優を志しニューヨークへ渡り、女優として成功を掴めず日本企業や邦人相手のコーディネーターなどで身を立てた経歴をもつ。

### トヨトミグループ
九鬼 辰三（くき たつぞう）
豊臣商事専務取締役。渉外担当で政財界から闇社会まであらゆる分野に通じるトラブルシューター。
フィリピン駐在時の武田の裏金作りのお膳立てをするなど、武田に協力する。
八田 高雄（はった たかお）
中国トヨトミ総支配人。中国残留孤児。57歳。恰幅のいい身体にゴマ塩の丸刈り頭で四角い顔。
李高春として中国人養父母に育てられ、差別を受けるもエンジニアとして身をたて、祖国へ渡る思いを秘め日本語を学ぶ。
文化大革命の最中に訪中したトヨトミの代表団を案内し、出自に同情した幹部の伝手で日本の戸籍を取り戻す。
その後、幹部の推薦でトヨトミに入社し中国トヨトミの設立に尽力、中国本土の自動車ディーラーの契約管理を一手に担う。

### 日本商工新聞
安本 明（やすもと あきら）
名古屋支社トヨトミ自動車本社担当の記者。初登場時31歳。八王子市出身。
ダイエン工業、立川自動車の2社の子会社化のスクープを、ある目的を秘めた武田から直々にリークされる。
安本 沙紀（やすもと さき）
明の妻。元トヨトミ自動車秘書室の秘書。初登場時27歳。色白で細面の清楚な美女。豊臣市出身。
妊娠中に明の東京本社転勤に帯同し、長女・優子を出産する。
秋田 博之（あきた ひろゆき）
東京本社の自動車担当の記者。30前。安本の後輩。逞しい短軀。丸刈り頭にほお骨の出っ張ったふてぶてしい面構え。
多野木 聡（たのき さとし）
名古屋支社トヨトミ本社担当のキャップ。初登場時48歳（安本の3つ上）。通称「古ダヌキ」。自動車業界紙からの転職組。
小柄だが肩幅のある逞しい体躯。禿げ上がった大きな頭に無精髭。トヨトミの内部に持つ人脈と蓄積した情報量は他の追随を許さない。

### 実業家
ドーン・シモンズ
アメリカの投資家。株式を大量に買い占め乗っ取り、高値での買い取りを要求する「グリーンメーラー」（恐喝屋）。
トヨトミの関連会社「絹川製作所」の株式を買い占め、トヨトミへ高値の買取を仕掛ける。
ホセ・エミリオ
フィリピンの政商。独裁者フェルナンド・マルノスとその妻エメラルダに莫大な献金を行い、あらゆる国家利権を手中に収める。
トヨトミ車の組み立て販売を独占するマニラ・モーター代表で、トヨトミへ支払う20億円の部品代金を踏み倒す。
マイケル・ブラッドレー
堤が巨額の報酬でスカウトした凄腕ロビイスト。元投資銀行のマネージング・ディレクター。堤のハーバード大同期で悪友。
御子柴が社長に就任後、9・11テロで米国経済が低迷するや報酬ダウンが断行されたことを裏切と見なし、堤に罵詈を浴びせトヨトミを去る。

### 政府
佐橋 龍之介（さはし りゅうのすけ）
内閣総理大臣。派閥に頼らず、カネをばらまかず、独身のまま（離婚歴あり）総理に昇り詰めたその強烈な個性から「孤高の奇人」と呼ばれる。
武田とは馬が合い相互協力の関係を築き、トヨトミのアメリカ進出をバックアップし、盟友ジョージ・ボッシュ大統領を紹介する。
山崎 幸二（やまざき こうじ）
衆議院議員。48歳。元大蔵官僚（銀行局勤務）、大臣秘書官を歴任。帝都大卒。大蔵省に勤務する統一の義兄（姉の夫）の元先輩。
大蔵省からハーバード大に研究員として出向中、ニューヨーク駐在の証券マンだった統一と出会う。

### 外交関係
王 沢心（おう たくしん）
中華人民共和国の最高指導者。中国共産党総書記。
事実上の自由主義経済に舵を切り、市場開放を推し進める。
フェルナンド・マルノス
武田がフィリピンに左遷時のフィリピン大統領。独裁者。
エメラルダ・マルノス
マルノス大統領夫人。元ミス・フィリピン。
メアリー・ブラント・フレッチャー
英国女性首相。保守党。
政治的配慮から完成工場とエンジン工場の拠点を分離したトヨトミを外圧から守ると約束する。
トニー・ブレッド
フレッチャーの二代後の英国首相。労働党。1997年の首相就任時43歳。
初来日時、政府や皇室ではなく、ホテルで武田とともにトヨトミの英国新工場建設を発表する共同記者会見を開く。
ジョージ・ボッシュ
テキサス州知事。次期大統領候補。ジョン・ボッシュ元大統領の長男。

## 豊臣家・家系図
|  |  |                                                      |                                                      |                                                      |                                                      |                                                      |                                                      |  |  |                                   |                                   |                                   |                                   |                                   |                                   |  |  |                                     |                                     |                                     |                                     |                                     |                                     |  |  |                                   |                                   |                                   |                                   |                                   |                                   |
|  |  |                                                      |                                                      |                                                      |                                                      |                                                      |                                                      |  |  |                                   |                                   |                                   |                                   |                                   |                                   |  |  |                                     |                                     |                                     |                                     |                                     |                                     |  |  | 統一の義兄 大蔵官僚               |                                   |                                   |                                   |                                   |                                   |
|  |  |                                                      |                                                      |                                                      |                                                      |                                                      |                                                      |  |  |                                   |                                   |                                   |                                   |                                   |                                   |  |  |                                     |                                     |                                     |                                     |                                     |                                     |  |  |                                   |                                   |                                   |                                   |                                   |                                   |
|  |  |                                                      |                                                      |                                                      |                                                      |                                                      |                                                      |  |  |                                   |                                   |                                   |                                   |                                   |                                   |  |  | 豊臣新太郎 トヨトミ自動車三代目社長 | 豊臣新太郎 トヨトミ自動車三代目社長 | 豊臣新太郎 トヨトミ自動車三代目社長 | 豊臣新太郎 トヨトミ自動車三代目社長 | 豊臣新太郎 トヨトミ自動車三代目社長 | 豊臣新太郎 トヨトミ自動車三代目社長 |  |  | 統一の姉                          | 統一の姉                          | 統一の姉                          | 統一の姉                          | 統一の姉                          | 統一の姉                          |
|  |  |                                                      |                                                      |                                                      |                                                      |                                                      |                                                      |  |  |                                   |                                   |                                   |                                   |                                   |                                   |  |  | 豊臣新太郎 トヨトミ自動車三代目社長 | 豊臣新太郎 トヨトミ自動車三代目社長 | 豊臣新太郎 トヨトミ自動車三代目社長 | 豊臣新太郎 トヨトミ自動車三代目社長 | 豊臣新太郎 トヨトミ自動車三代目社長 | 豊臣新太郎 トヨトミ自動車三代目社長 |  |  | 統一の姉                          | 統一の姉                          | 統一の姉                          | 統一の姉                          | 統一の姉                          | 統一の姉                          |
|  |  |                                                      |                                                      |                                                      |                                                      |                                                      |                                                      |  |  |                                   |                                   |                                   |                                   |                                   |                                   |  |  |                                     |                                     |                                     |                                     |                                     |                                     |  |  |                                   |                                   |                                   |                                   |                                   |                                   |
|  |  |                                                      |                                                      |                                                      |                                                      |                                                      |                                                      |  |  |                                   |                                   |                                   |                                   |                                   |                                   |  |  |                                     |                                     |                                     |                                     |                                     |                                     |  |  |                                   |                                   |                                   |                                   |                                   |                                   |
|  |  |                                                      |                                                      |                                                      |                                                      |                                                      |                                                      |  |  |                                   |                                   |                                   |                                   |                                   |                                   |  |  | 麗子 皇室にも繋がる財閥出身         | 麗子 皇室にも繋がる財閥出身         | 麗子 皇室にも繋がる財閥出身         | 麗子 皇室にも繋がる財閥出身         | 麗子 皇室にも繋がる財閥出身         | 麗子 皇室にも繋がる財閥出身         |  |  | 豊臣統一 トヨトミ自動車八代目社長 | 豊臣統一 トヨトミ自動車八代目社長 | 豊臣統一 トヨトミ自動車八代目社長 | 豊臣統一 トヨトミ自動車八代目社長 | 豊臣統一 トヨトミ自動車八代目社長 | 豊臣統一 トヨトミ自動車八代目社長 |
|  |  |                                                      |                                                      |                                                      |                                                      |                                                      |                                                      |  |  |                                   |                                   |                                   |                                   |                                   |                                   |  |  | 麗子 皇室にも繋がる財閥出身         | 麗子 皇室にも繋がる財閥出身         | 麗子 皇室にも繋がる財閥出身         | 麗子 皇室にも繋がる財閥出身         | 麗子 皇室にも繋がる財閥出身         | 麗子 皇室にも繋がる財閥出身         |  |  | 豊臣統一 トヨトミ自動車八代目社長 | 豊臣統一 トヨトミ自動車八代目社長 | 豊臣統一 トヨトミ自動車八代目社長 | 豊臣統一 トヨトミ自動車八代目社長 | 豊臣統一 トヨトミ自動車八代目社長 | 豊臣統一 トヨトミ自動車八代目社長 |
|  |  |                                                      |                                                      |                                                      |                                                      |                                                      |                                                      |  |  | 豊臣勝一郎 トヨトミ自動車初代社長 |                                   |                                   |                                   |                                   |                                   |  |  |                                     |                                     |                                     |                                     |                                     |                                     |  |  |                                   |                                   |                                   |                                   |                                   |                                   |
|  |  |                                                      |                                                      |                                                      |                                                      |                                                      |                                                      |  |  |                                   |                                   |                                   |                                   |                                   |                                   |  |  |                                     |                                     |                                     |                                     |                                     |                                     |  |  |                                   |                                   |                                   |                                   |                                   |                                   |
|  |  |                                                      |                                                      |                                                      |                                                      |                                                      |                                                      |  |  |                                   |                                   |                                   |                                   |                                   |                                   |  |  |                                     |                                     |                                     |                                     |                                     |                                     |  |  | 清美 財閥系銀行令嬢               |                                   |                                   |                                   |                                   |                                   |
|  |  |                                                      |                                                      |                                                      |                                                      |                                                      |                                                      |  |  |                                   |                                   |                                   |                                   |                                   |                                   |  |  |                                     |                                     |                                     |                                     |                                     |                                     |  |  |                                   |                                   |                                   |                                   |                                   |                                   |
|  |  |                                                      |                                                      |                                                      |                                                      |                                                      |                                                      |  |  | 妻                                |                                   |                                   |                                   |                                   |                                   |  |  |                                     |                                     |                                     |                                     |                                     |                                     |  |  |                                   |                                   |                                   |                                   |                                   |                                   |
|  |  |                                                      |                                                      |                                                      |                                                      |                                                      |                                                      |  |  |                                   |                                   |                                   |                                   |                                   |                                   |  |  |                                     |                                     |                                     |                                     |                                     |                                     |  |  |                                   |                                   |                                   |                                   |                                   |                                   |
|  |  | 豊臣太助 豊臣製鋼所・創業者 トヨトミ・グループ創始者 | 豊臣太助 豊臣製鋼所・創業者 トヨトミ・グループ創始者 | 豊臣太助 豊臣製鋼所・創業者 トヨトミ・グループ創始者 | 豊臣太助 豊臣製鋼所・創業者 トヨトミ・グループ創始者 | 豊臣太助 豊臣製鋼所・創業者 トヨトミ・グループ創始者 | 豊臣太助 豊臣製鋼所・創業者 トヨトミ・グループ創始者 |  |  |                                   |                                   |                                   |                                   |                                   |                                   |  |  | 豊臣芳夫 トヨトミ自動車四代目社長   | 豊臣芳夫 トヨトミ自動車四代目社長   | 豊臣芳夫 トヨトミ自動車四代目社長   | 豊臣芳夫 トヨトミ自動車四代目社長   | 豊臣芳夫 トヨトミ自動車四代目社長   | 豊臣芳夫 トヨトミ自動車四代目社長   |  |  |                                   |                                   |                                   |                                   |                                   |                                   |
|  |  | 豊臣太助 豊臣製鋼所・創業者 トヨトミ・グループ創始者 | 豊臣太助 豊臣製鋼所・創業者 トヨトミ・グループ創始者 | 豊臣太助 豊臣製鋼所・創業者 トヨトミ・グループ創始者 | 豊臣太助 豊臣製鋼所・創業者 トヨトミ・グループ創始者 | 豊臣太助 豊臣製鋼所・創業者 トヨトミ・グループ創始者 | 豊臣太助 豊臣製鋼所・創業者 トヨトミ・グループ創始者 |  |  |                                   |                                   |                                   |                                   |                                   |                                   |  |  | 豊臣芳夫 トヨトミ自動車四代目社長   | 豊臣芳夫 トヨトミ自動車四代目社長   | 豊臣芳夫 トヨトミ自動車四代目社長   | 豊臣芳夫 トヨトミ自動車四代目社長   | 豊臣芳夫 トヨトミ自動車四代目社長   | 豊臣芳夫 トヨトミ自動車四代目社長   |  |  |                                   |                                   |                                   |                                   |                                   |                                   |
|  |  |                                                      |                                                      |                                                      |                                                      |                                                      |                                                      |  |  |                                   |                                   |                                   |                                   |                                   |                                   |  |  |                                     |                                     |                                     |                                     |                                     |                                     |  |  |                                   |                                   |                                   |                                   |                                   |                                   |
|  |  |                                                      |                                                      |                                                      |                                                      |                                                      |                                                      |  |  |                                   |                                   |                                   |                                   |                                   |                                   |  |  |                                     |                                     |                                     |                                     |                                     |                                     |  |  |                                   |                                   |                                   |                                   |                                   |                                   |
|  |  | 妻                                                   |                                                      |                                                      |                                                      |                                                      |                                                      |  |  |                                   |                                   |                                   |                                   |                                   |                                   |  |  |                                     |                                     |                                     |                                     |                                     |                                     |  |  |                                   |                                   |                                   |                                   |                                   |                                   |
|  |  |                                                      |                                                      |                                                      |                                                      |                                                      |                                                      |  |  |                                   |                                   |                                   |                                   |                                   |                                   |  |  |                                     |                                     |                                     |                                     |                                     |                                     |  |  |                                   |                                   |                                   |                                   |                                   |                                   |
|  |  | 太助の弟                                             | 太助の弟                                             | 太助の弟                                             | 太助の弟                                             | 太助の弟                                             | 太助の弟                                             |  |  | 豊臣史郎 トヨトミ自動車二代目社長 | 豊臣史郎 トヨトミ自動車二代目社長 | 豊臣史郎 トヨトミ自動車二代目社長 | 豊臣史郎 トヨトミ自動車二代目社長 | 豊臣史郎 トヨトミ自動車二代目社長 | 豊臣史郎 トヨトミ自動車二代目社長 |  |  |                                     |                                     |                                     |                                     |                                     |                                     |  |  |                                   |                                   |                                   |                                   |                                   |                                   |
|  |  | 太助の弟                                             | 太助の弟                                             | 太助の弟                                             | 太助の弟                                             | 太助の弟                                             | 太助の弟                                             |  |  | 豊臣史郎 トヨトミ自動車二代目社長 | 豊臣史郎 トヨトミ自動車二代目社長 | 豊臣史郎 トヨトミ自動車二代目社長 | 豊臣史郎 トヨトミ自動車二代目社長 | 豊臣史郎 トヨトミ自動車二代目社長 | 豊臣史郎 トヨトミ自動車二代目社長 |  |  |                                     |                                     |                                     |                                     |                                     |                                     |  |  |                                   |                                   |                                   |                                   |                                   |                                   |
|  |  |                                                      |                                                      |                                                      |                                                      |                                                      |                                                      |  |  |                                   |                                   |                                   |                                   |                                   |                                   |  |  |                                     |                                     |                                     |                                     |                                     |                                     |  |  |                                   |                                   |                                   |                                   |                                   |                                   |

## 作中の自動車メーカー
- トヨトミ自動車 - 売上高27兆6千億万円、営業利益2兆7千億円（2016年3月末）を誇る、愛知県に本社を置く世界トップクラスの自動車メーカー。
- ダイエン工業 - オート三輪で自動車産業に進出した大阪府に本社を置く自動車メーカー。旧：大阪エンジン工業。トヨトミに先んじ、中国に生産拠点を構える。
- 立川自動車 - バス、トラックなどの商用車を生産する東京都に本社を置く自動車メーカー。
- ヤマト自動車 - 神奈川県に本社を置く自動車メーカー。トヨトミに先んじ、英国に生産拠点を構える。
- USモーターズ - アメリカの自動車メーカー。「ビッグスリー」の一角。リーマン・ショックで業績を悪化させ破産法を申請する。
- クライスター - アメリカの自動車メーカー。「ビッグスリー」の一角。リーマン・ショックで業績を悪化させ破産法を申請する。
- ウォード・モーター - アメリカの自動車メーカー。「ビッグスリー」の一角。創業一族のウォード家が全株式の40パーセントを握る。
- ドイチェ・ファーレン - ドイツの自動車メーカー。

## 書誌情報
- 単行本：講談社、2016年10月18日、ISBN 978-4-06-219607-9
- 文庫本：小学館文庫、2019年10月4日、ISBN 978-4-094-06702-6

## オーディオブック
2018年4月21日よりオトバンクにてドラマ形式で音声化したオーディオブックが配信されている。

### キャスト（オーディオブック）
- 武田剛平 - 大友龍三郎[8]
- 御子柴宏 - 大塚明夫[8]
- 豊臣統一 - 新垣樽助[8]
- 豊臣勝一郎 - 増田裕生[8]
- 豊臣麗子 - 神田みか[8]
- 武田敏子 - 福島央俐音[8]
- 九鬼辰三 - 斉藤康史[8]
- 吉田拓也 - 唐戸俊太郎[8]
- 堤雅也 - 木田祐[8]
- 斎藤貢 - 大園卓朗[8]
- 安本明 - 石井貴之[8]
- 安本沙紀 - 髙橋玲子[8]
- 朗読 - 浅科准平[8]